# Стшеленцин
Стшеленцин (пол. Strzelęcin, нім. Neu Strelitz) — село в Польщі, у гміні Ходзеж Ходзезького повіту Великопольського воєводства.
Населення — 881 особа (2011).
У 1975-1998 роках село належало до Пільського воєводства.

## Демографія
Демографічна структура станом на 31 березня 2011 року:
|          | Загалом | Допрацездатний вік | Працездатний вік | Постпрацездатний вік |
| -------- | ------- | ------------------ | ---------------- | -------------------- |
| Чоловіки | 435     | 88                 | 315              | 32                   |
| Жінки    | 446     | 97                 | 285              | 64                   |
| Разом    | 881     | 185                | 600              | 96                   |